# Jill Esmond
Jill Esmond, rojena Jill Esmond Moore, angleška filmska in gledališka igralka, * 26. januar 1908, London, Anglija, † 28. julij 1990, Wandsworth, London, Anglija.
Esmondova se je rodila v Londonu. Njena starša sta bila gledališka igralca Henry V. Esmond in Eva Moore. Njen oče se je poleg odrskega nastopanja udejstvoval tudi kot dramatik, njena mati pa je proti koncu svojega življenja pričela tudi svojo filmsko kariero in do smrti nastopila v skoraj 30 filmih. Medtem ko sta njena starša z gledališkimi podjetji potovala po turnejah, je Jill Esmond ostajala v internatu. Pri starosti 14 let se je odločila postati igralka. Na gledaliških odrih je tako ognjeni krst doživela v vlogi Wendy, v igri Peter Pan Gladys Cooper. Njen uspeh na odrskih deskah ni trajal dolgo. Ko je leta 1922 nenadoma umrl njen oče, se je Esmondova vrnila v šolo in celo premišljevala o prenehanju igralske kariere.
Potem ko je svoje možnosti tehtno premislila in dokončno sprejela očetovo smrt, se je vpisala na Kraljevo akademijo za dramsko umetnost v Londonu. Istočasno se je leta 1924 tudi vrnila na odrske deske v West Enda. Naslednje leto, leta 1925, je ob svoji materi zablestela v igri Mary, Mary Quite Contrary in po še nekaj uspešnih vlogah so sledile pohvalne besede kritikov, ki so najbolje ocenili njeno upodobitev mlade samomorilke v igri Outward Bound.
Leta 1928 je sodelovala pri produkciji igre Bird in the Hand in se prvič srečala z Laurencom Olivierjem, s katerim sta se kasneje skupaj pojavila tudi na odru. Olivier je kasneje v svoji avtobiografiji zapisal, da je bil na Esmondovo usekan in da ga je njena hladna brezbrižnost še bolj privlačila. Ko so predstavo Bird in the Hand prestavili še na ameriško tržišče, na Broadway, so Esmondovo izbrali v igralsko zasedbo ameriške produkcije - medtem ko je Olivier izostal.
Olivier je bil odločen, da ostane blizu Esmondove in je odpotoval v New York, kjer si je našel delo kot igralec. Esmondova je za svojo igro pobirala navdušene ocene kritikov, Olivier pa ji je še naprej sledil in jo nekajkrat tudi zaprosil za roko. Esmondova je naposled privolila in par se je poročil 25. julija 1930. 21. avgusta 1936 se jima je rodil edini otrok, Tarquin Olivier, ki je kasneje postal filmski producent.
Esmondova se je kmalu po poroki vrnila na otok in se pojavila v enem prvih filmov Alfreda Hitchcocka, The Skin Game (1931). To je bila tudi prva filmska vloga v njeni igralski karieri. V prvi polovici 30. letih se je nato pojavila v kar nekaj britanskih in hollywoodskih filmih, eden takih je bil Thirteen Women iz leta 1932. Skupaj z Olivierjem je nastopila tudi v dveh broadwayskih produkcijah, leta 1931 v igri Private Lives (ob njej sta nastopila še Noel Coward in Gertrude Lawrence) in leta 1933 v igri The Green Bay Tree.
Njena kariera se je tako še naprej vzpenjala, medtem ko Olivier nikakor ni našel pravega uspeha. Ko so se mu kazalci po nekaj letih končno obrnili navzgor, je Esmondova pričela zavračati vloge. Leta 1932 ji je David O. Selznick ponudil vlogo v filmu A Bill of Divorcement, a le za polovični delovni čas. Olivier je med poizvedovanjem od postranskega vira izvedel, da so Katharine Hepburn za isto vlogo ponudili bistveno večjo vsoto. Ženo je tako v dobri veri prepričal, naj zavrne vlogo. To je Esmondova tudi storila in kasneje se je ta poteza izkazala za veliko napako. Film je namreč požel veliko uspeha in Hepburnova si je z vlogo pripravila temelje za bodočo filmsko kariero, ki jo je povzdignila v eno izmed legend filmskega platna. Esmondova si je z zavrnitvijo te vloge zelo verjetno priprla vrata v pravo zvezdniško življenje.
Kmalu zatem je sledil nov šok, ko je v javnost pricurljala Olivierjeva afera z Vivien Leigh. Esmondova sprva ni zahtevala ločitve, a je kasneje na njegovo željo popustila. Par se je uradno ločil 29. januarja 1940. Mnogi biografi sicer menijo, da je imela njena privolitev v ločitev drugačno ozadje - navajajo namreč, da naj bi Esmondova v tem času spoznavala svojo lezbično usmerjenost. Po ločitvi se je vrnila v igralske vode in nastopila v nekaj zelo priljubljenih filmih: Journey for Margaret, The Pied Piper, Random Harvest (vsi 1942) in The White Cliffs of Dover (1944).
Leta 1942 je nastopila v broadwayski produkciji igre The Morning Star avtorja Emlyna Williamsa. Ta predstava je bila za filmske zgodovinarje pomembna predvsem zato, ker se je preko nje širši javnosti predstavil Gregory Peck. Esmondova je počasi vloge dobivala vedno bolj poredko in leta 1955 je odigrala svojo zadnjo vlogo, vlogo Eleanor iz Aquitana v televizijski seriji Prigode Robina Hooda.
Esmondova je na starost vedno bolj čutila bridkost zaradi Olivierja. Ni se namreč mogla znebiti občutka, da je svojo kariero žrtvovala za njegovo, kar se ji je na koncu nesrečno vrnilo. Vseeno je ohranjala stike z njim in v nekem pismu svojemu sinu Tarquinu je zapisala: »Smešno po vsem tem času je, da ga še vedno tako zelo ljubim.«  Oktobra 1989 se je tudi udeležila njegovega pogreba v Westminstrski opatiji, tedaj je bila že precej slabotna in v invalidskem vozičku.
Esmondova je umrla 28. julija 1990 v Wandsworth, London. Ob smrti je bila stara 82 let.